# Беніарджо
Беніарджо, Беніархо (валенс. Beniarjó, ісп. Beniarjó) — муніципалітет в Іспанії, у складі автономної спільноти Валенсія, у провінції Валенсія. Населення — 1791 особа (2010).

## Географія
Муніципалітет розташований на відстані близько 340 км на південний схід від Мадрида, 65 км на південь від Валенсії.

## Демографія
Динаміка населення (INE ):

## Галерея зображень

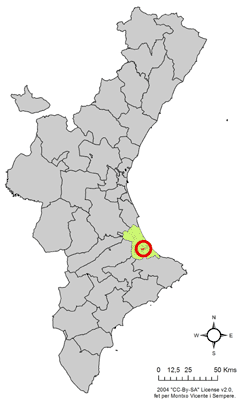
Розташування муніципалітету Беніарджо у автономній спільноті Валенсія